# Pathankot
Pathankot è una città dell'India di 159.559 abitanti, situata nel distretto di Gurdaspur, nello stato federato del Punjab. In base al numero di abitanti la città rientra nella classe I (da 100.000 persone in su).

## Geografia fisica
La città è situata a 32° 16' 60 N e 75° 39' 0 E e ha un'altitudine di 331 m s.l.m..

## Società

### Evoluzione demografica
Al censimento del 2001 la popolazione di Pathankot assommava a 159.559 persone, delle quali 87.505 maschi e 72.054 femmine. I bambini di età inferiore o uguale ai sei anni assommavano a 18.269, dei quali 10.861 maschi e 7.408 femmine. Infine, coloro che erano in grado di saper almeno leggere e scrivere erano 122.740, dei quali 70.381 maschi e 52.359 femmine.